# Referendum im Osten der Ukraine 2014

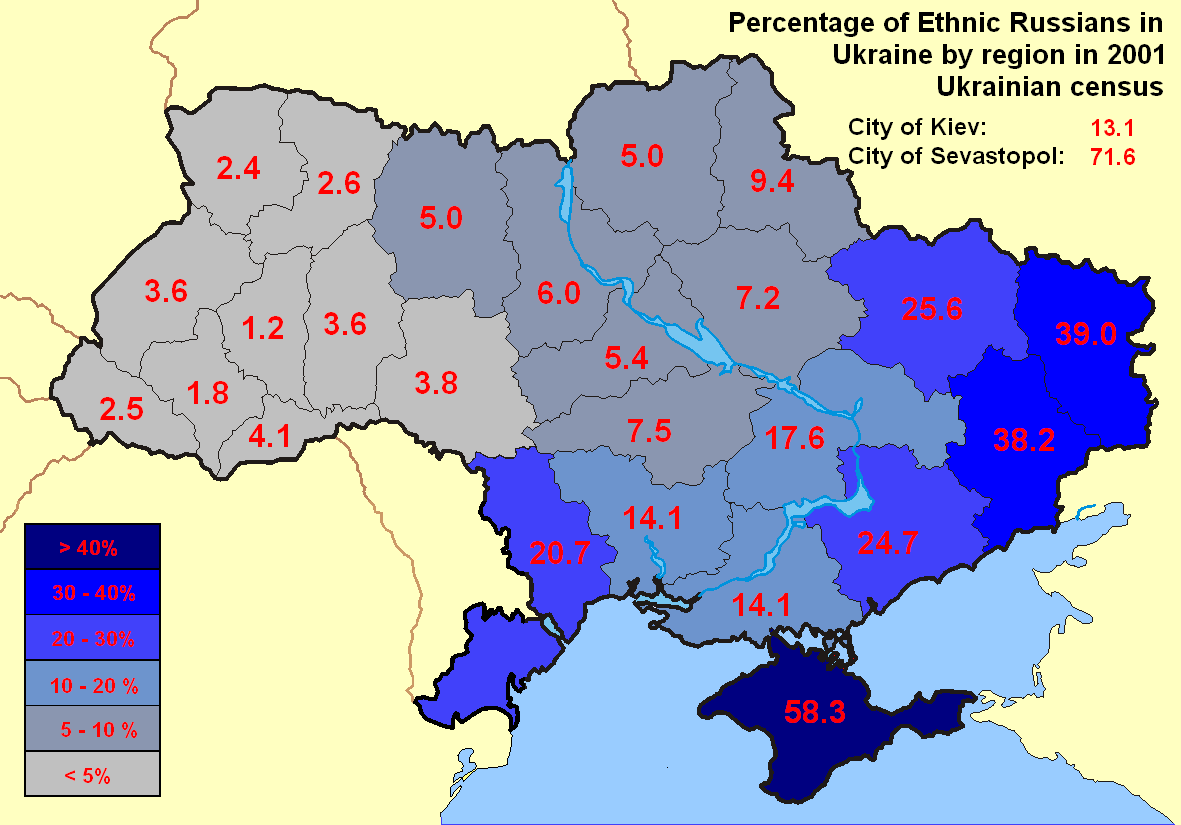
Anteil ethnischer Russen nach Regionen (Volkszählung 2001): Donezk mit 38,2 sowie Luhansk mit 39 Prozent der Bevölkerung mit russischer Abstammung

Das Referendum im Osten der Ukraine 2014 war eine von prorussischen Separatisten organisierte Volksbefragung über die staatliche Autonomie des Donbass in der Oblast Luhansk und der Oblast Donezk am 11. Mai 2014 während der Anfangsphase des Krieges in der Ukraine. Von den Teilnehmenden war die Frage zu beantworten, ob sie die staatliche Eigenständigkeit der Volksrepublik Donezk bzw. der Volksrepublik Lugansk unterstützen, wobei die Konsequenzen einer Zustimmung zum Zeitpunkt der Befragung unklar waren.
Nach Einschätzung des OSZE-Vorsitzenden sowie von Historikern war das Referendum nicht verfassungskonform und daher illegal. Sowohl Vorbereitung als auch Durchführung entsprachen noch weniger den internationalen Standards als schon das Referendum auf der Krim.

## Hintergrund
2014 kam es im Zusammenhang mit den Ereignissen des Euromaidan zur Absetzung des ukrainischen Präsidenten Wiktor Janukowytsch.
Bewaffnete Kräfte einer so genannten pro-russischen Volksmiliz hatten mit verdeckter russischer Unterstützung in einer Reihe von Städten dieser zu knapp 40 Prozent russischsprachigen Region seit April 2014 viele Verwaltungsgebäude besetzt. (Siehe Hauptartikel: Krieg in der Ukraine seit 2014) Sie hatten auch die beiden Volksrepubliken ausgerufen und ihre Führung bestimmt.
Die ukrainische Regierung sah die Schuld am Konflikt, bei dem schon damals dutzende Menschen getötet und Hunderte verletzt wurden, bei den Bewaffneten: „Ein Dialog mit Terroristen ist unmöglich und unvorstellbar.“ Am 12. April startete das ukrainische Verteidigungsministerium eine als „Antiterroroperation“ benannte Intervention in der Region, welche großenteils ohne Waffeneinsatz durchgeführt wurde und deshalb wenig Veränderung bewirkte.
Ob es bei der Abstimmung um eine Autonomie, politische Unabhängigkeit oder um einen ersten Schritt in Richtung Aufnahme in die Russische Föderation geht, war zum Zeitpunkt der Stimmabgabe unklar.
Umfragen im Vorfeld der Abstimmung hatten Zweidrittelmehrheiten gegen eine Abspaltung ergeben.

## Ziele
Die Befragung sollte die bewaffneten Kräfte legitimieren.
„Das Ergebnis des Referendums gilt unabhängig von der Wahlbeteiligung“, wurde der Wahlleiter Roman Ljagin vor der Durchführung zitiert. Es war vermutlich nur in 14 Kommunen unter Kontrolle der Rebellen möglich, ein Votum abzugeben. Damit hatte nicht einmal die Hälfte der Bevölkerung in den Regionen Donezk und Luhansk Gelegenheit zur Teilnahme.

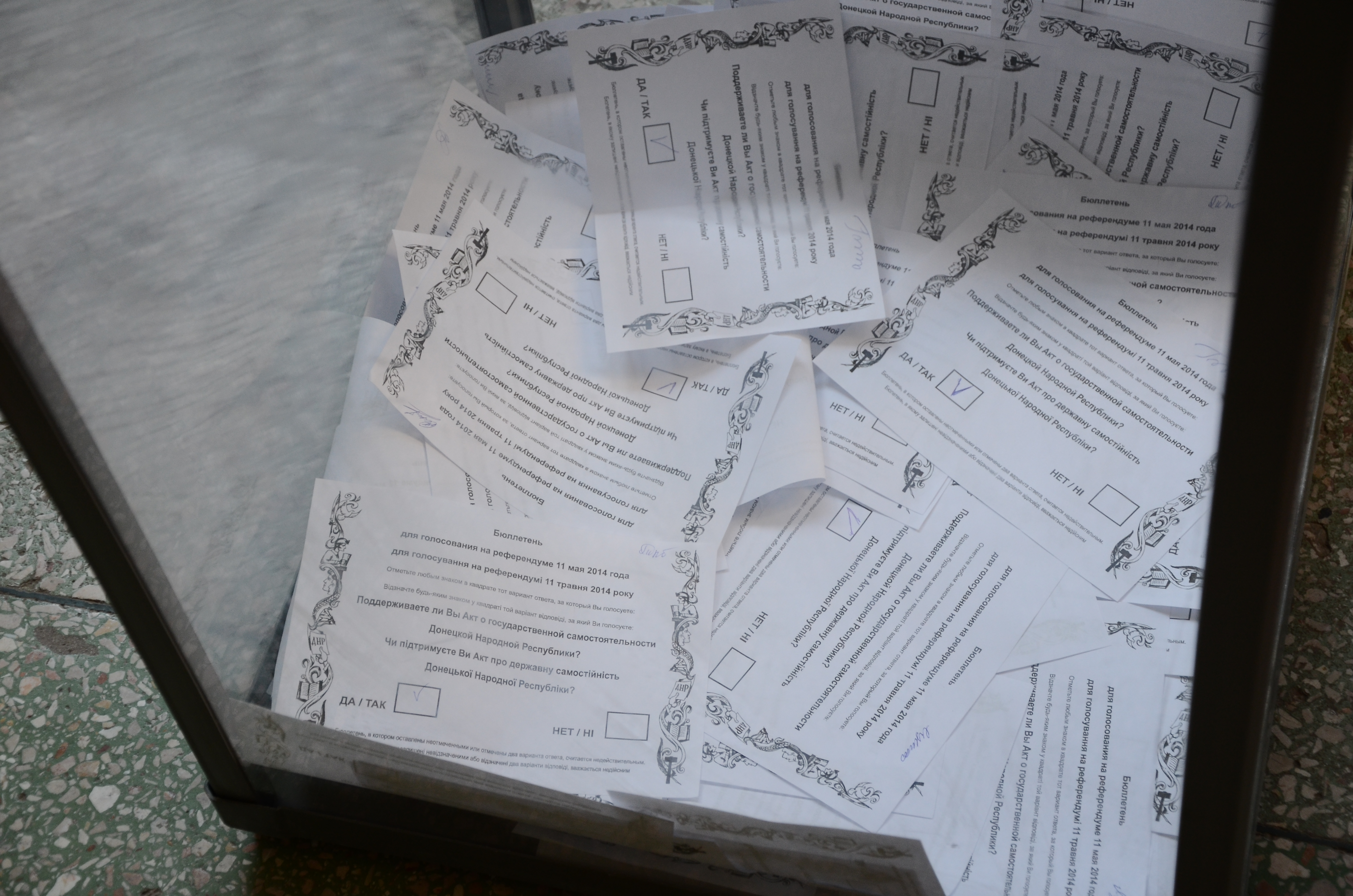
Abgegebene Stimmzettel in Donezk zum Referendum in der Ostukraine

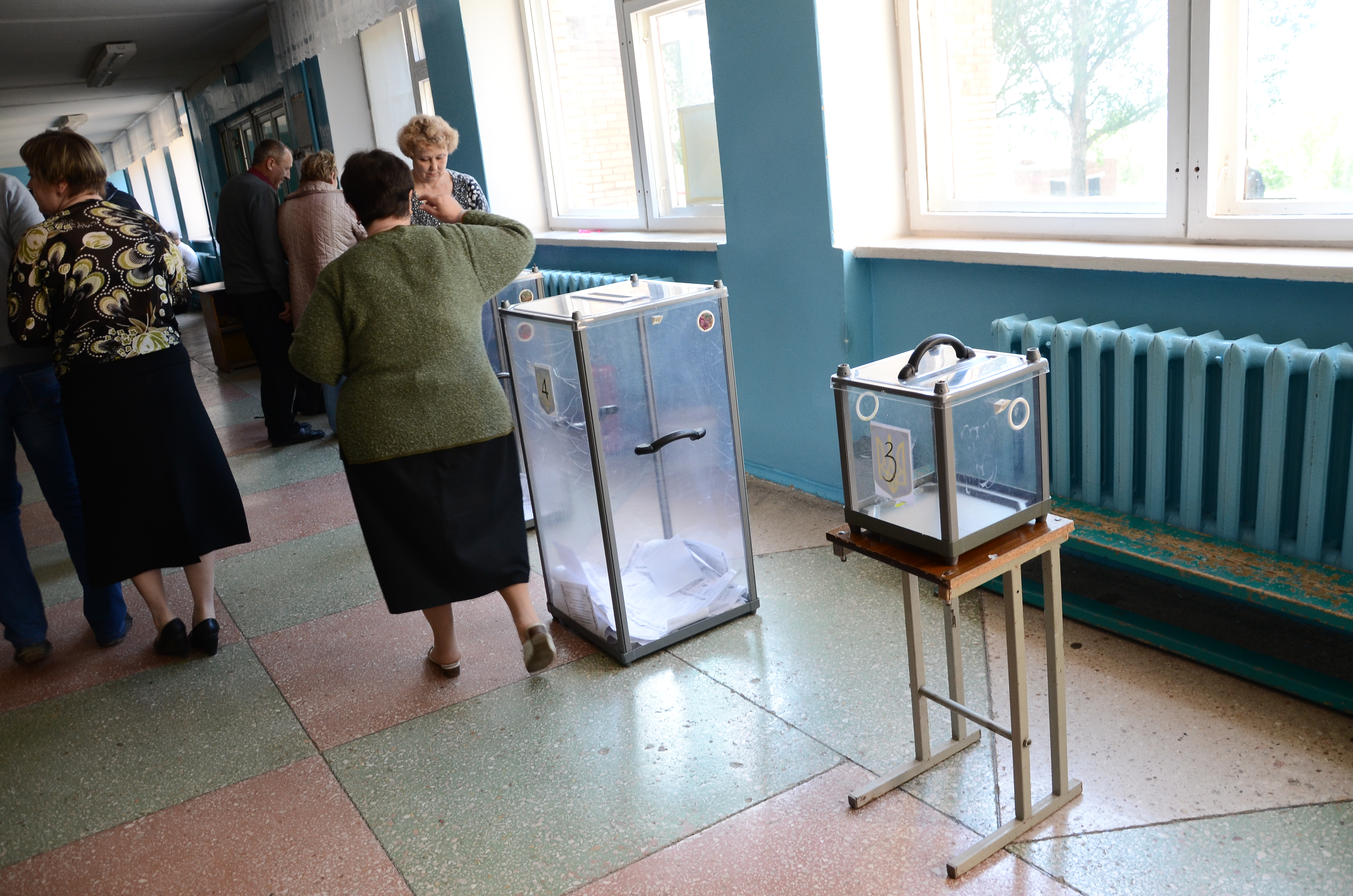
Wahlurnen in Donezk

## Illegalität
Die völkerrechtlichen Bedingungen wurden von dem Referendum nicht erfüllt. Die lokalen Organisatoren hatten keinen Zugang zu aktuellen offiziellen Wahllisten, Wahllokale waren nicht flächendeckend im gesamten Gebiet, über das abgestimmt wurde, geöffnet, die Wahlzettel konnten nach Belieben fotokopiert werden und eine unabhängige Überprüfung der Auszählung fand nicht statt. Auf dem Wahlzettel wird eine einzige Frage gestellt: „Unterstützen Sie die Unabhängigkeitserklärung der Volksrepublik Donezk?“ Wer bei der Frage mit „Nein“ stimme, entscheide sich für den „Verbleib in der heutigen, faschistischen Ukraine“ sagte Roman Ljagin, der sich „Vorsitzender der Zentralen Wahlkommission der Volksrepublik Donezk“ nannte.
Der ukrainische Politologe Sergei Tkatschenko mutmaßte Tage vor dem Referendum gegenüber dem Schwäbischen Tagblatt, dass die Kräfte der Volksmiliz auf keinen Fall dazu ausreichen würden, um mehr als eine punktuelle Befragung veranstalten zu können – und auch das gelänge ihnen wohl „nur mit vorgehaltenen Gewehrläufen.“
Der Gouverneur der Oblast Donezk wurde entmachtet. Die von den Separatisten eingesetzte „Wahlkommission“ war nicht unabhängig. Pro-Ukrainische Aktivisten waren aus den großen Städten Donezk und Luhansk nach Angaben der Sueddeutschen Zeitung nach Entführungen und Morden vielfach nach Kiew geflüchtet.
Der Vorsitzende der OSZE und auch der Präsident der parlamentarischen Versammlung nannten die Referenden illegitim und forderten zum Verzicht auf deren Durchführung auf, wobei Ranko Krivokapić auch das Klima der Angst, Gewalt und Gesetzlosigkeit erwähnte.

## Ablauf der Befragung
Am 11. Mai 2014 begann die Befragung über die Selbständigkeit der Volksrepublik Donezk und Volksrepublik Lugansk genannten Gebiete. Territorial umfassen die beiden Gebiete die Oblast Donezk und die Oblast Luhansk. In der Oblast Donezk hatten sich mehr als 1.500 Wahlbezirkskommissionen gebildet und es wurden 3,2 Millionen Wahlberechtigte von 4,2 Millionen Einwohnern aufgerufen, an der Befragung teilzunehmen. Wahlleiter der Zentralen Wahlkommission ist Roman Ljagin. In der Oblast Luhansk konnten 1,7 Millionen Wahlberechtigte von 2,2 Millionen Einwohnern in 1.610 Wahllokalen ihre Stimme abgeben. In Moskau existierte ebenfalls ein Lokal für die Befragung der „Bewohner, welche in Russland leben“.
Die zu beantwortende Frage lautet: „Unterstützen Sie die staatliche Selbständigkeit der Donezker/Luhansker Volksrepublik?“. Die Organisationen bezogen sich dabei „soweit verfügbar“ auf Wählerlisten aus dem Jahr 2012.
Während der Befragung wurden widersprüchliche Konsequenzen einer Zustimmung formuliert. Roman Ljagin, Wahlleiter der Zentralen Wahlkommission, erklärte gemäß verschiedener Quellen, der Status der Region bliebe nach dem Referendum unverändert, es ginge nur um den Ausdruck des Willens zur Selbstbestimmung.
Während der Befragung waren bewaffnete Kämpfer zugegen.
Focus Online, Tages-Anzeiger und Bild schreiben, die Teilnehmer hätten dabei so oft abstimmen können, wie sie wollten, die NZZ beschrieb den Ablauf mit den Worten: „Angesichts der Art und Weise, wie die Volksbefragung organisiert war, kann nicht von einem aussagekräftigen Ergebnis ausgegangen werden.“

## Von den Organisatoren bekannt gegebene Ergebnisse der Befragung
Ersten Meldungen zufolge sprachen sich in der Region Donezk knapp 90 Prozent der Teilnehmer für die Abspaltung von der Ukraine aus. Zehn Prozent der Teilnehmer hätten dagegen votiert, sagte der Leiter der selbsternannten Wahlkommission von Donezk, Roman Ljagin. Die Wahlbeteiligung habe bei knapp 75 Prozent gelegen. In Luhansk hätten bei einer Wahlbeteiligung von über 80 Prozent sogar fast 96 Prozent der Abstimmenden für eine Unabhängigkeit von Kiew gestimmt.
Die angeblichen Resultate der Befragungen lagen somit im Bereich der Abstimmung auf der Krim, trotz dortigem höheren Anteil ethnisch russischer Bevölkerung.
Eine Tatsache aber ist die Teilnahme einer unbekannten Anzahl Personen, deren Wille zumindest für eine größere Unabhängigkeit innerhalb der Ukraine vorhanden ist. Eine andere Tatsache ist, dass die technische Durchführung der Befragungen keinerlei Rückschlüsse darüber zulässt, wie groß der Anteil der Personen an der Gesamtbevölkerung ist, welche eine Veränderung wünschen.
In einem vom ukrainischen Inlandsgeheimdienst SBU abgehörten Telefongespräch riet der Führer der neonazistischen Partei Russische Nationale Einheit, Alexander Barkaschow, einem der DNR-Führer eine Zustimmung von 89 Prozent zu verkünden. Diese Zahl entsprach dem offiziellen Wahlergebnis.

## Vorfälle
- Die Volkswehr-Milizen in Slowjansk hatten mehrere Dutzend Gegner gefangen genommen, wie „Volksbürgermeister“ Wjatscheslaw Ponomarjow am Samstag, 10. Mai in einer Pressekonferenz bekanntgab.[26]
- In Swatowe, einer Stadt mit 20.000 Einwohnern in der Nähe von Luhansk, weigerte sich der gewählte Bürgermeister Jewgen Ribalko die Abstimmung abzuhalten, obwohl er zwei Mal von dutzenden Bewaffneten aufgesucht worden war, die die Abhaltung des Referendums forderten. „Meine Aufgabe ist es, den ukrainischen Gesetzen Geltung zu verschaffen“, sagte Ribalko.[27]
- In Krasnoarmijsk fielen während der Wahl in einem Handgemenge tödliche[28] Schüsse.[29][30] Berichte öffentlich-rechtlicher Medien, wonach prorussische Milizen auf Zivilisten geschossen hätten, stellen sich als falsch heraus. Tatsächlich hat die ukrainische Nationalgarde ein Wahllokal gestürmt und Unterstützer des Referendums beschossen.[28]

## Nationale und internationale Stellungnahmen
Russland
Für viele internationale Beobachter überraschend, hatte der russische Präsident Putin am 7. Mai 2014 an die Veranstalter appelliert, die Volksbefragungen zu verschieben, um einen nationalen Dialog in der Ukraine zu ermöglichen. Nachdem sie eine Verschiebung abgelehnt hatten, forderte Putin einen „Dialog auf Augenhöhe“ zwischen der Regierung in Kiew und den Kräften im Osten. Dies sei der Schlüssel zur Verringerung der Spannungen. Die Süddeutsche Zeitung spekulierte diesbezüglich, ob es sich bei Putins Aufforderung um ein Ablenkungsmanöver handele, da er eine Verschiebung, nicht eine Absage des Referendums forderte. Mit der Forderung nach einem „direkten, vollwertigen Dialog zwischen der heutigen Kiewer Macht und Vertretern des Südostens der Ukraine“ wolle er möglicherweise die Bewegung als Verhandlungspartner legitimieren.
Schon am 12. Mai erklärte das Russische Präsidialamt, die Regierung in Kiew müsse das „Resultat“ nun umsetzen. Die OSZE könne dabei bei der Organisation des Dialogs behilflich sein. Präsident Putin ließ verlauten, er wolle das Resultat vor einer Stellungnahme zunächst analysieren.
Europäische Union und OSZE sowie westliche Staaten
Die EU und die OSZE erkennen die Befragung nicht an. Die OSZE verhandelte in Moskau und Kiew über eine diplomatische Lösung des Konfliktes. Ein „Runder Tisch“ unter Einbeziehung Russlands, der Ukraine und der Separatisten war im Gespräch.
Deutschland, Frankreich, die USA und weitere Staaten bezeichnen das „Referendum“ als illegal.